# Wilson, Texas
Wilson là một thành phố thuộc quận Lynn, tiểu bang Texas, Hoa Kỳ. Năm 2010, dân số của xã này là 489 người.

## Dân số
- Dân số năm 2000: 532 người.
- Dân số năm 2010: 489 người.